# You Are the Only One (utwór muzyczny Ivana Mikulicia)
You Are the Only One (chor. Daješ mi krila) – utwór chorwackiego wokalisty Ivana Mikulicia, nagrany i wydany w formie singla w 2004. Piosenkę napisał Mikulić we współpracy z Vedranem Ostojiciem, Duškonem Gruboroviciem i Mariną Madrinić.
W marcu 2004 utwór „Daješ mi krila” zwyciężył w finale festiwalu Dora, do którego został wyłoniony jako jedna z 24 propozycji. Dzięki wygranej na festiwalu reprezentował Chorwację podczas 49. Konkursu Piosenki Eurowizji w 2004. Na potrzeby konkursu powstała anglojęzyczna wersja piosenki – „You Are the Only One”. 12 maja została zaprezentowana przez Mikulicia w półfinale Eurowizji i awansowała do rozgrywanego trzy dni później finału, w którym zajęła 13. miejsce.
Utór dotarł do pierwszego miejsca chorwackich list przebojów. Oprócz chorwacko- i angielskojęzycznej wersji utworu powstał również numer w języku francuskim – „Des ailes que tu me donnes”.

## Lista utworów
CD/DVD Single
1. „Daješ mi krila” – 2:59
2. „You Are The Only One” – 2:59
3. „You Are The Only One” (Instrumental) – 2:59
4. „Daješ mi krila” – 2:59
5. „You Are The Only One” – 2:59
6. „Des ailes que tu me donnes” – 2:59